# Kocury (województwo opolskie)
Kocury (j. niem. Kotzuren) – wieś w Polsce położona w województwie opolskim, w powiecie oleskim, w gminie Dobrodzień przy drodze wojewódzkiej nr 901.
W latach 1975–1998 miejscowość administracyjnie należała do województwa częstochowskiego.
Nazwa miejscowości Kocury pochodzi od nazwiska zarządcy tych posiadłości, które brzmiało Kocur lub Kocurowski.
Kocury i Malichów, jako jedyne miejscowości w gminie Dobrodzień nie zgodziły się w konsultacjach na podwójne nazewnictwo, jednak zgodnie z ustawą o mniejszościach narodowych i etnicznych nazwy takie zostały w tych wsiach utworzone, gdyż ponad 20% mieszkańców gminy stanowi mniejszość narodową.